# MechWarrior (serie)
MechWarrior è una serie di videogiochi (simulatori di pilotaggio o GDR, con visuale in prima o in terza persona) ispirata al gioco da tavolo BattleTech (originariamente prodotto dall'editore FASA), in cui mech (chiamati "BattleMech") hanno un ruolo di primo piano.

## Trama generica
A partire dal XXII secolo, l'uomo, sostenuto da importanti scoperte scientifiche, si diffuse per diverse centinaia di anni luce dalla Terra: un moto di espansione celere che finì col rarefare il potere politico e militare centralizzato, determinando fortissime tensioni sociali. Sorsero così, vaste regioni di spazio abitato (la Inner Sphere, la Periphery e la Deep Periphery), i cui mondi vennero governati da un nuovo feudalesimo, in una condizione di guerra permanente.
I confini interni della Inner Sphere (zona che abbraccia la Terra in un raggio di 450-550 anni luce), in incessante ridefinizione, furono spartiti in cinque grandi "nazioni interstellari" sotto il controllo di altrettante casate nobiliari.
I BattleMech, imponenti e avanzate macchine antropomorfe da combattimento, pilotate da soldati d'élite chiamati MechWarrior, divennero lo strumento privilegiato per la guerra.

## Capitoli della serie
La serie è costituita da numerosi titoli: MechWarrior (per piattaforma PC), fu il primo videogioco di simulazione di pilotaggio di BattleMech (1989) e aveva sia una componente GdR, che una gestionale. I seguiti, MechWarrior 2: 31st Century Combat (1995), MechWarrior 3, nel 1999 e MechWarrior 4: Vengeance (2000), con relative espansioni (MechWarrior 2: Ghost Bear's Legacy, nel 1995, NetMech nel 1996, MechWarrior 2: Mercenaries, sempre nel 1996, MechWarrior 3: Pirate's Moon, uscito nel 1999, MechWarrior 4: Black Knight, risalente al 2001, MechWarrior 4: Inner Sphere Mech Pak e MechWarrior 4: Clan Mech Pak, entrambi del 2002), furono altri esempi di simulazioni. MechWarrior 4: Mercenaries, uscito nel 2002, suscitò interesse e stimolò l'ingegno degli appassionati della serie MechWarrior, per via del suo editor.
Per ciò che concerne le console di gioco, nel 1993 fu pubblicato MechWarrior per Super NES; nel 1994, uscì BattleTech: A Game of Armored Combat (sia in versione Sega Genesis, che per Super NES, ma quest'ultima con il titolo MechWarrior 3050, in ambito europeo, 1995, e conosciuta come BattleTech 3050, in Giappone, 1996).
MechWarrior Online, è un videogioco multiplayer, un titolo persistente e massivo on-line, pubblicato il 17 settembre 2013 e commercializzato con la formula del free to play (sviluppato presso la software house canadese Piranha Games). Sempre free to play, sarà MechWarrior Tactics, strategico a turni e multiplayer (ma in questo caso per browser), ispirato direttamente al gioco da tavolo.
Per i dispositivi mobili, nel 2012 il team di sviluppo Personae Studios, creò MechWarrior: Tactical Command, (compatibile con il sistema operativo iOS).

### Prodotti amatoriali
Wandering Samurai Studios, community di fan costituitosi in sviluppatore, diede vita (a partire dal 2006) al progetto MechWarrior: Living Legends, un mod di Crysis Warhead, di natura esclusivamente multiplayer, basato sul motore grafico CryENGINE 2. Con MechWarrior 4: Mercenaries MekPak (2010), MekTek Studios (sviluppatore del gioco) provvide ad equipaggiare il titolo di Cyberlore Studios, MechWarrior 4: Mercenaries di ulteriori mech e armi, creando anche un nuovo matchmaking e rivedendo l'HUD.
In fase di sviluppo dal 2008 presso la software house BMH Design Studios (coadiuvata dalla propria community), BattleMech Hanger sarebbe dovuto essere un mod del videogioco sparatutto in prima persona Battlefield 2142 (e relativa espansione Battlefield 2142: Northern Strike), ma lo sviluppo fu abbandonato.

## Meccaniche di gioco comuni
I titoli della serie, hanno peculiarità in comune: i giocatori prendono il controllo di un singolo mech (per scendere in campo contro altri mech, carri armati, velivoli, fanteria, ecc), con la possibilità di selezionarlo fra vari modelli, equipaggiandolo e configurandolo ampiamente per le battaglie; nel corso delle partite, al giocatore spetta l'assegnazione di ordini basilari ai propri gregari. Le campagne single player sono spesso dotate di finali multipli.

## Film
Electric Entertainment, compagnia cinematografica fondata da Dean Devlin, detiene l'opzione per produrre un film che riguardi l'universo MechWarrior.
Nel 2003, Devlin ha cercato di trovare finanziamenti presso la Paramount Pictures, senza riuscirci, e il progetto è rimasto accantonato, in "development hell".